# リヴィウ工科大学
リヴィウ工科大学（ウクライナ語: Національний університет «Львівська політехніка」、英語: Lviv Polytechnic National University）は、ウクライナのリヴィウに本部を置く国立の技術系大学である。1816年に実科学校として創立され、1993年に大学に昇格、2000年に国立大学の地位を獲得した。学生数約33,500人で国内最大級の高等教育機関であり、Times Higher Education 2024年版ではウクライナの技術系大学で1位、全体で2位にランクされる。

## 歴史

### 実科学校
1816年3月7日、リヴィウに帝国・王立実科学校が開校した。地方の工業税で運営され、自然科学、数学、製図、言語教育に重点を置いた。現在のヴィルメンスカ通り20番地に設置され、知的・文化的中心として発展。教育はドイツのプログラムを基に現地に適応させた。

### 技術アカデミーから工科学校へ
1825年、フランツ1世の勅令で実科学校は帝国・王立技術・商業学校に改組。1835年に実科・商業アカデミーとなり、1841年に技術学部が設置された。1844年、ヴィルメンスカ通り2番地の新校舎で帝国・王立技術アカデミーが開校し、ヨーロッパ初の技術系高等教育機関の一つとなった。
1863年のオーストリア教育改革で高等教育機関に格上げされ、1877年に「Hochschule」（高等学校）の地位を獲得。1872年、ユリアン・ザハレヴィチ設計の新校舎（現・本館）がステパナ・バンデリ通りに建設され、同年10月1日に完成。1877年11月15日、ザハレヴィチを初代学長として帝国・王立工科学校が発足した。1894年に工科学校に改称。
1907年の学生構成は、ポーランド人998人（うちギリシャ・カトリック6人）、ウクライナ人69人、チェコ人3人、ドイツ人1人、ロシア人1人、フランス人1人、英国人1人、未特定（おそらくユダヤ人）114人で、計1,188人だった。

### 現代のリヴィウ工科大学
1921年、リヴィウ工科大学と改称。1939年のソビエト連邦によるリヴィウ占領後、リヴィウ工科インスティチュートに改組。第二次世界大戦中はドイツ軍の病院として使用された。戦後はソ連の予算で施設が拡充され、1963年から1971年にかけてグリゴリー・デニセンコ学長の下で飛躍的に発展。1993年、最高レベルの第4級認定を受け、大学に昇格。2000年に国立大学の地位を得た。2009年、ウクライナ閣僚会議により自主研究型国立大学に指定された。
2024年、ウクライナ印刷アカデミーがリヴィウ工科大学に統合され、新学部（UAD）として運営開始。

## 建築
リヴィウ工科大学の建築は、ネオルネサンス、ネオクラシシズム、モダニズム、ブルータリズムの要素を融合。主なキャンパスはステパナ・バンデリ通り、ミトロポリタ・アンドリヤ通り、プロフェソルスカ通り、ウスティヤノヴィチャ通り、聖ユール広場に囲まれたエリアに位置する。

### 本館
1877年、ユリアン・ザハレヴィチ設計のネオルネサンス様式の本館が完成。ステパナ・バンデリ通りのランドマークであり、ファサードはネオクラシシズムの6本柱のポルティコが特徴。屋根上の彫刻群（レオナルド・マルコーニ作）は工学、建築、機械を象徴する。銘文「Litteris et Artibus」（科学と芸術に）が刻まれる。
内部の講堂はヤン・マテイコ監修の11点の絵画「進歩の勝利」で飾られ、人類文明の発展を描く。これらの原画はリヴィウ国立美術ギャラリーに保存されている。

## 組織と構造

### 運営
学長はユーリー・ボバロ（2007年–2025年）、2025年よりナタリア・シャホフスカが就任予定。副学長や運営委員会が教育・研究・国際協力を統括する。

### 構成
- 18インスティチュート：建築・デザイン、化学・化学技術、コンピュータ科学など。
- 図書館：リヴィウ工科大学科学技術図書館は約180万冊を所蔵[11]。学生図書館は教科書や学術資料に特化。
- 学生街：13の寮で7,000人以上が生活[12]。
- 出版局：リヴィウ工科大学出版局は教科書や学術書を発行し、ブックフォーラム・リヴィウに参加[13]。
- その他：11の専門学校、研究センター、Tech StartUp Schoolなど。

## 教育
2024年現在、33,500人の学生が在籍。64の学士課程（67プログラム）、54の修士課程（158プログラム）、54の博士課程、38の博士号プログラムを提供。インクルーシブ教育を推進し、障害者向けのバリアフリー施設や退役軍人支援サービスを展開。

## 研究
ナノテクノロジー、エネルギー節約、情報技術、建築工学など多岐にわたる研究を展開。リヴィウ工科大学科学研究部が管理し、国内外で評価される研究グループが活動する。

## 学生生活
学生自治が活発で、学生評議会や労働組合が活動。毎年、芸術フェスティバル「ポリテクニックの春」やユーモアフェスティバル「ポリテクニックの秋」を開催。

## 国際交流
ヨーロッパ大学協会やフランコフォニー大学機構のメンバー。Erasmus+を通じた交換留学や国際協定を推進し、外国人学生向けの予備課程を設置。

## ランキング
2024年の主なランキング：
| 機関                         | 世界順位 | 国内順位 |
| ---------------------------- | -------- | -------- |
| Times Higher Education       | 601–800  | 2        |
| QS World University Rankings | 951–1000 | 6        |

2025年、SCImago Institutions Rankingsで世界のトップ大学に選出。

## 著名な人物

### 学長
- 1877–1878, 1881–1882：ユリアン・ザハレヴィチ
- 1879–1880, 1884–1885, 1887–1888：ユリアン・メドヴェツキー
- 1991–2007：ユーリー・ルダフスキー
- 2007–2025：ユーリー・ボバロ
- 2025–：ナタリア・シャホフスカ

### 卒業生
- デニス・シュミハリ（首相）
- アンドリー・サドヴィ（リヴィウ市長）
- リリヤ・フリネヴィチ（元教育科学相）

### 名誉博士
1912年、マリ・キュリーが名誉博士号を授与された。